# Gorce

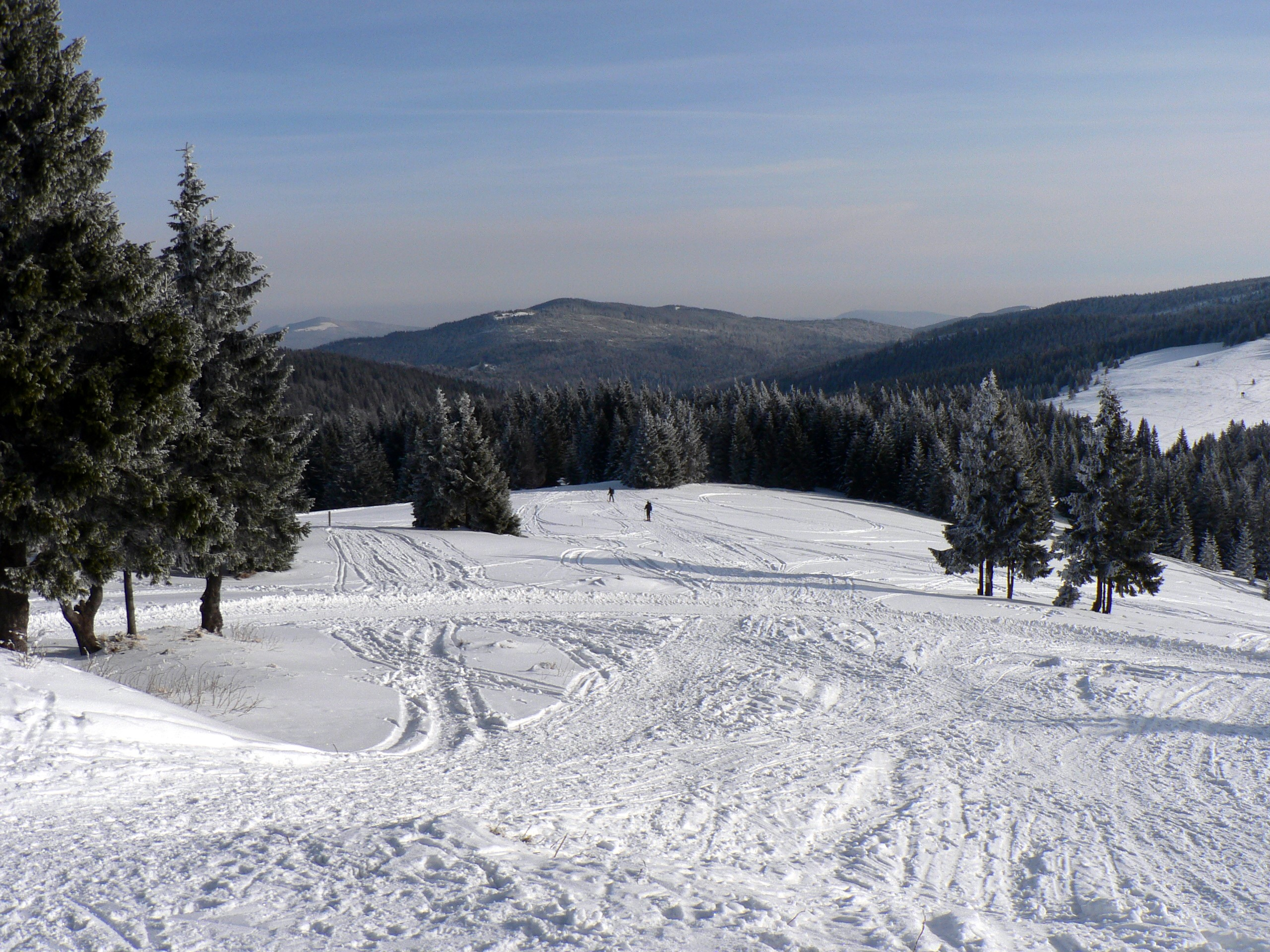
Gorce zimą

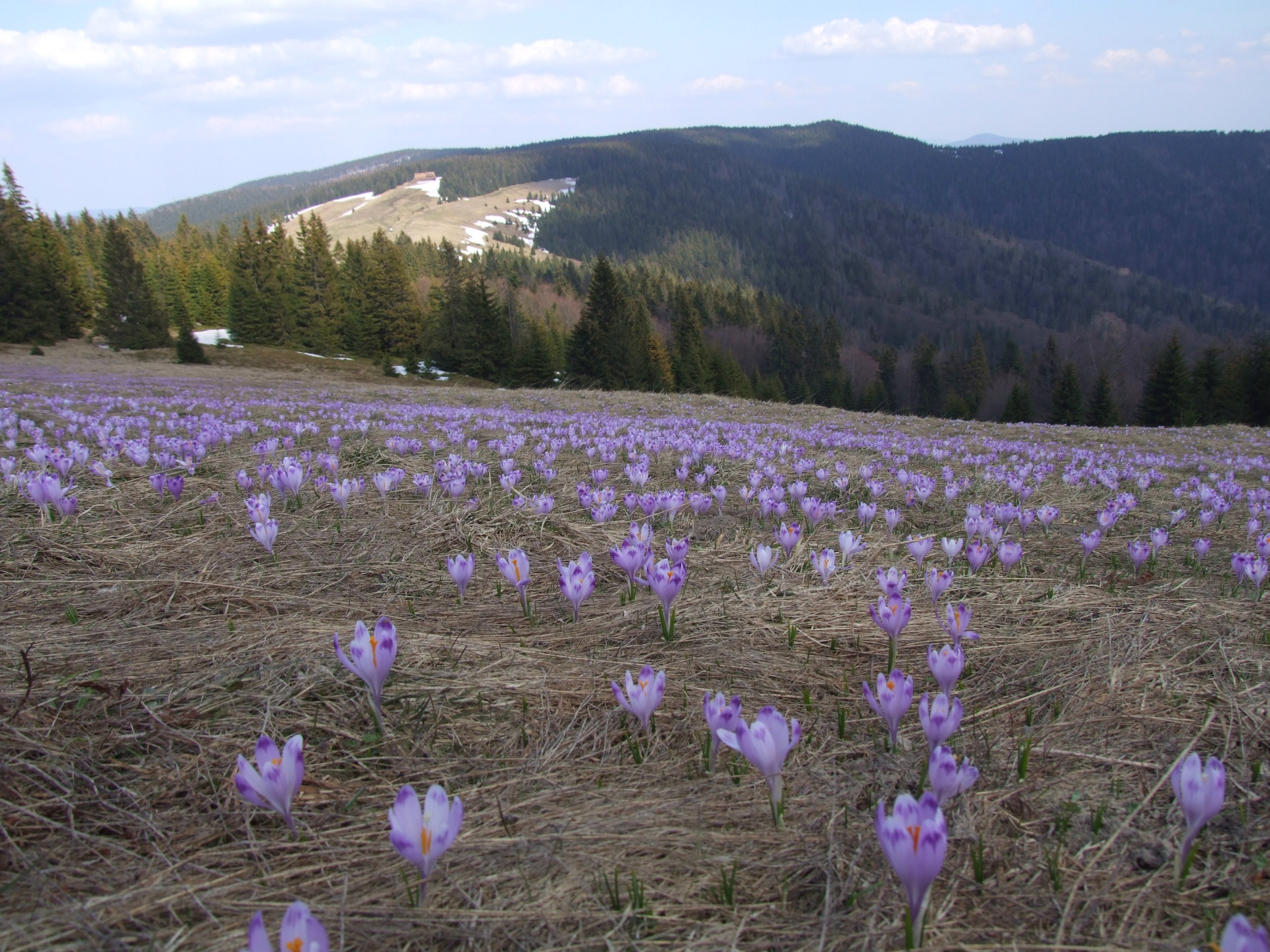
Gorce wiosną (Hala Długa)

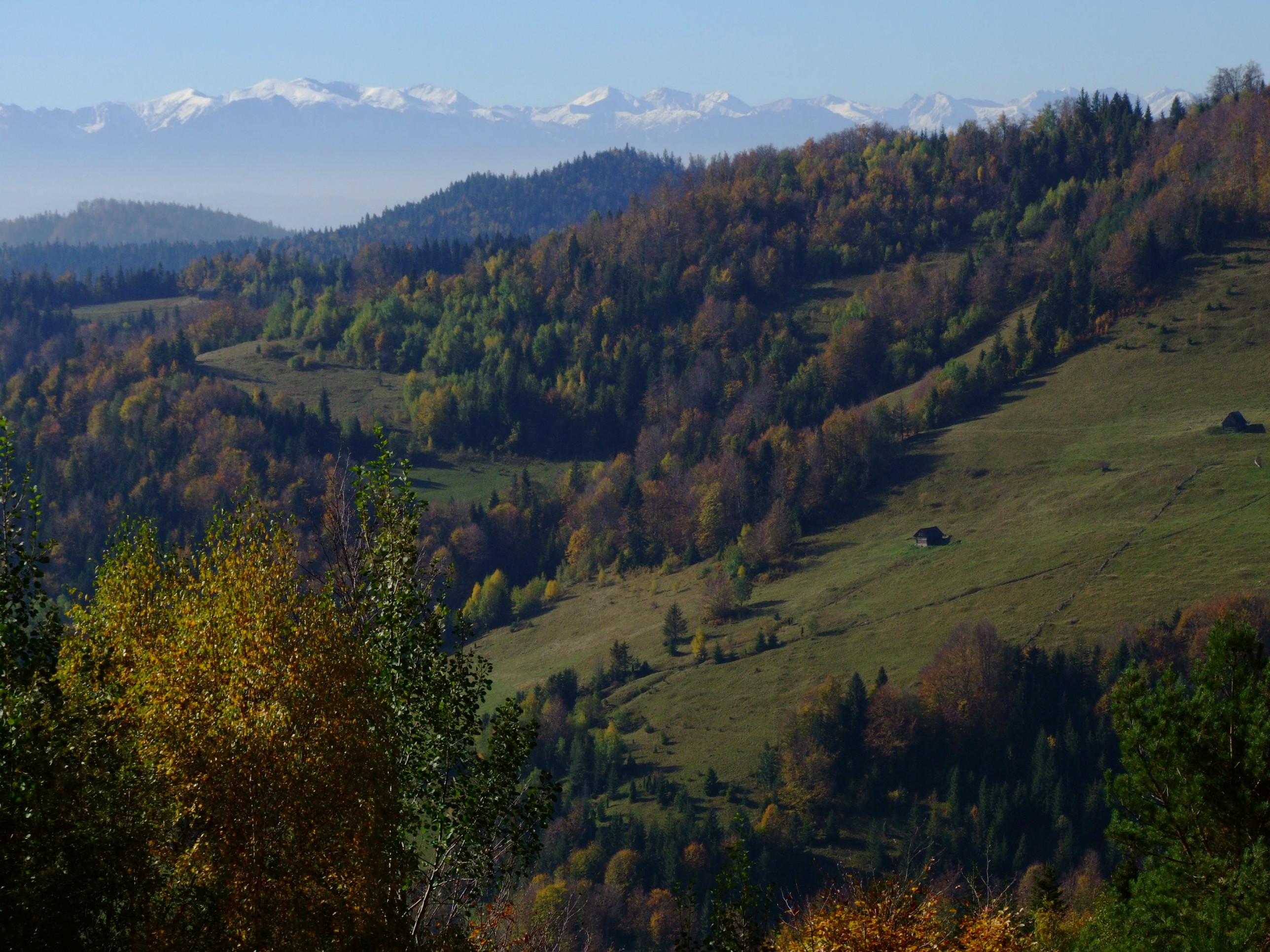
Południowe zbocza pasma Gorca z widokiem na Tatry

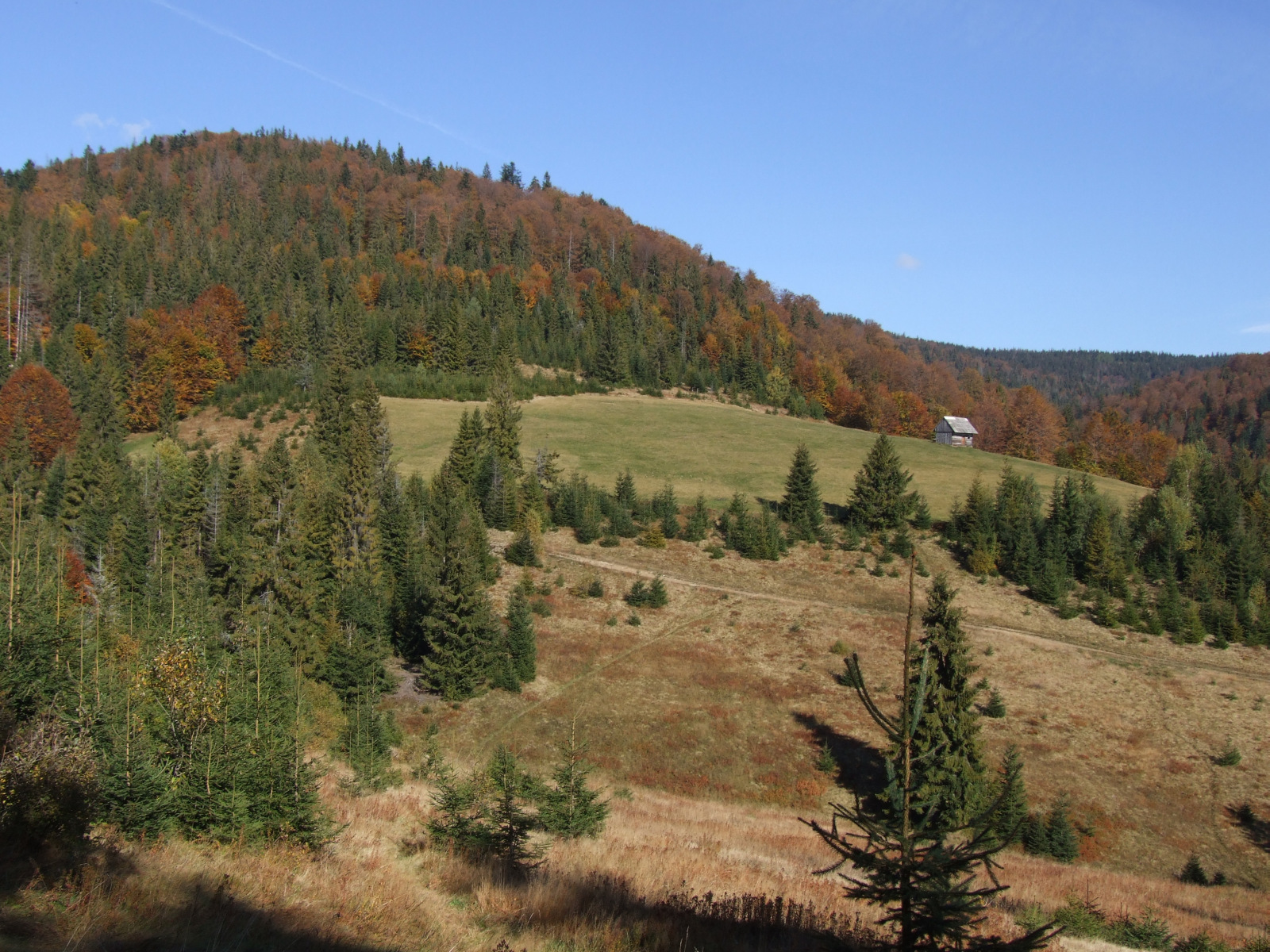
Gorce jesienią (Polana Fiedorówka)

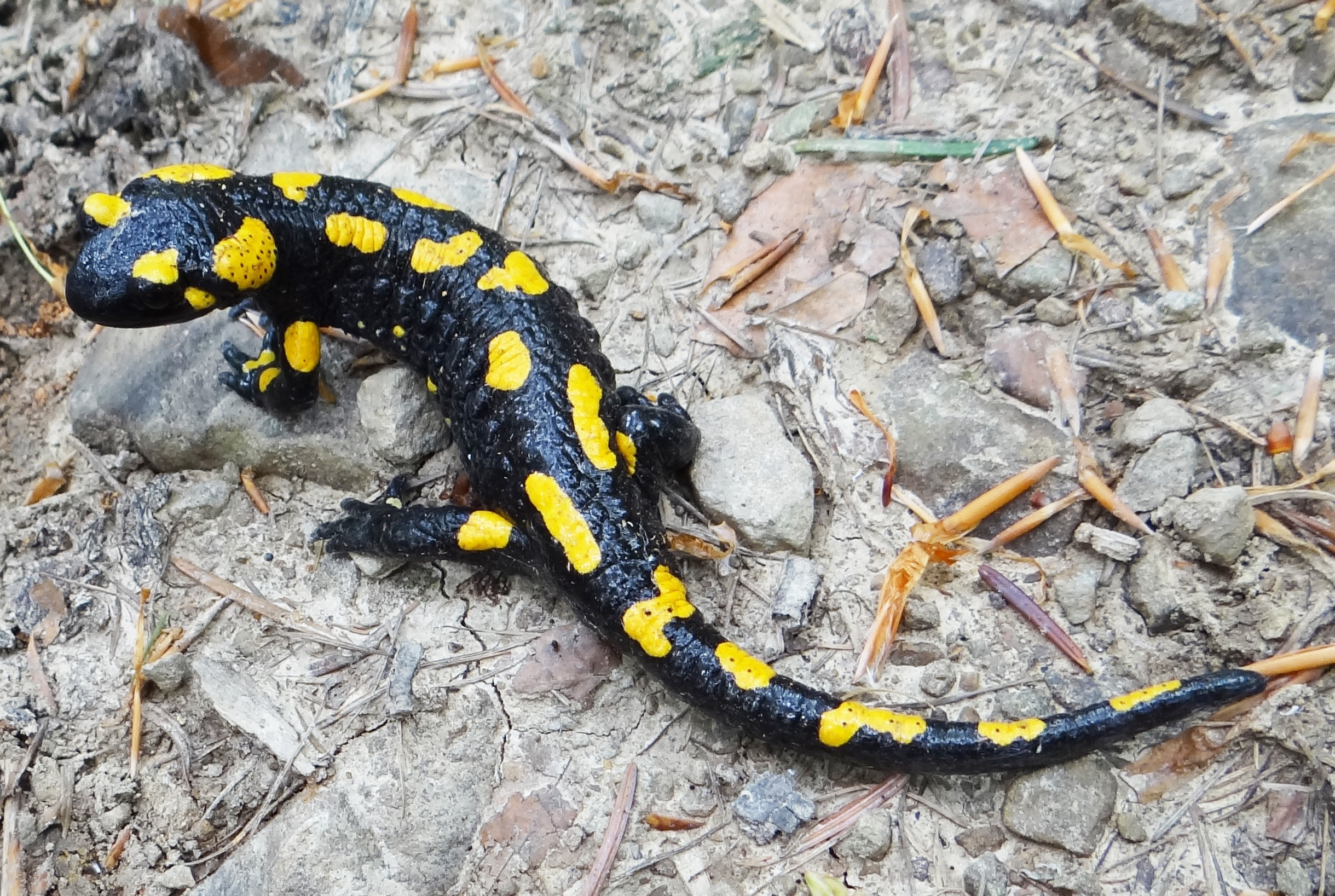
Salamandra plamista

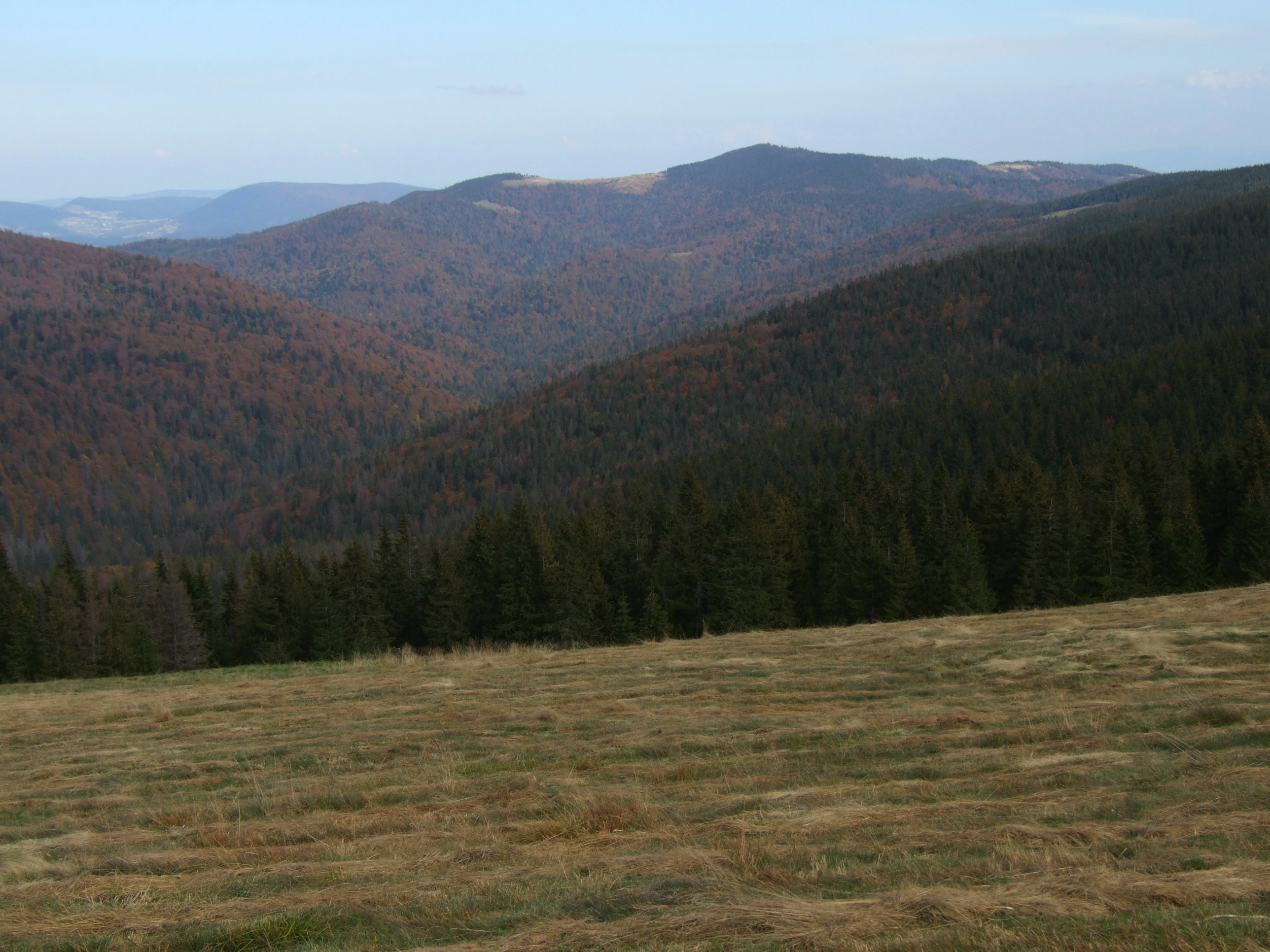
Gorc

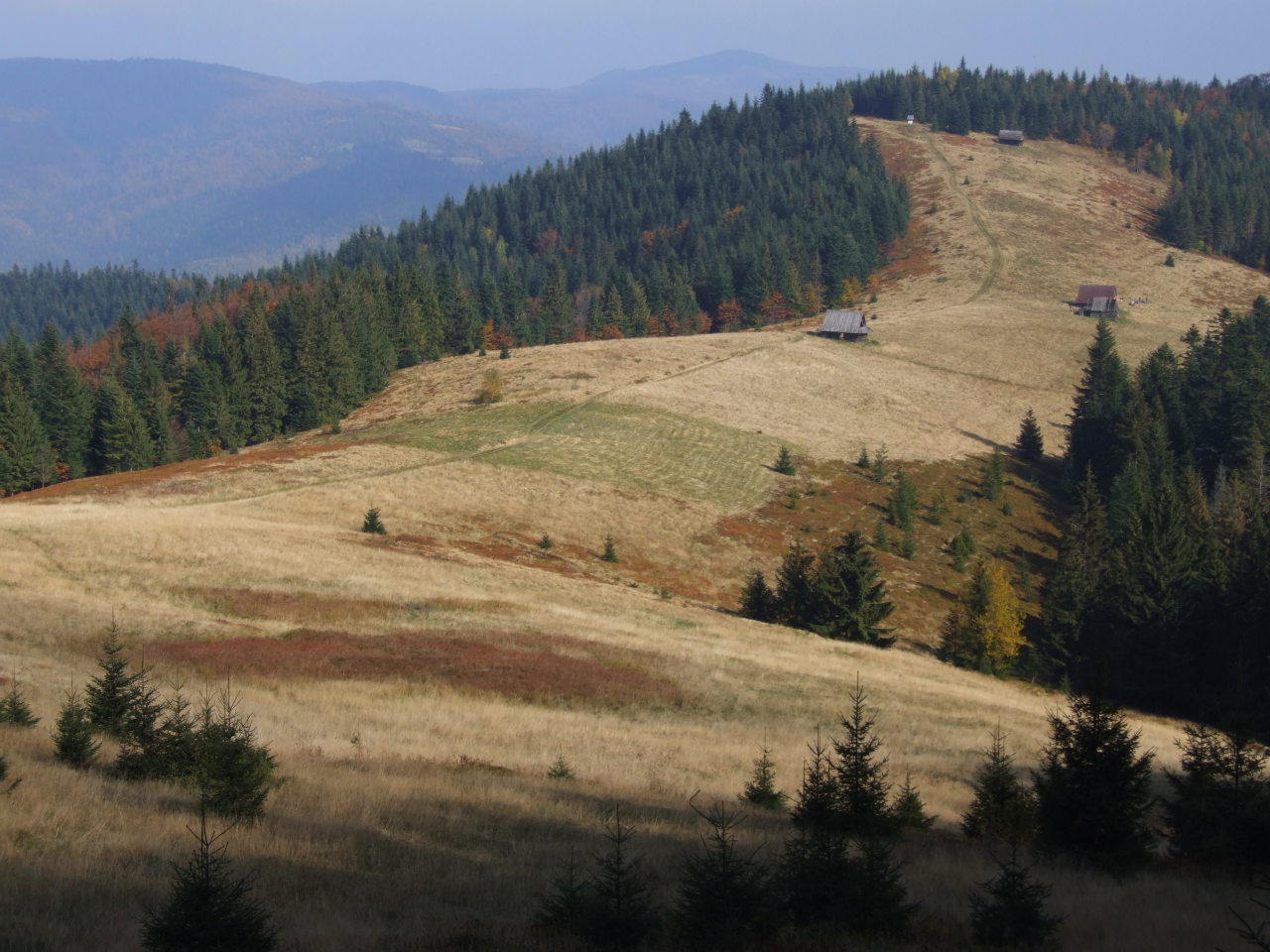
Polana Podskały

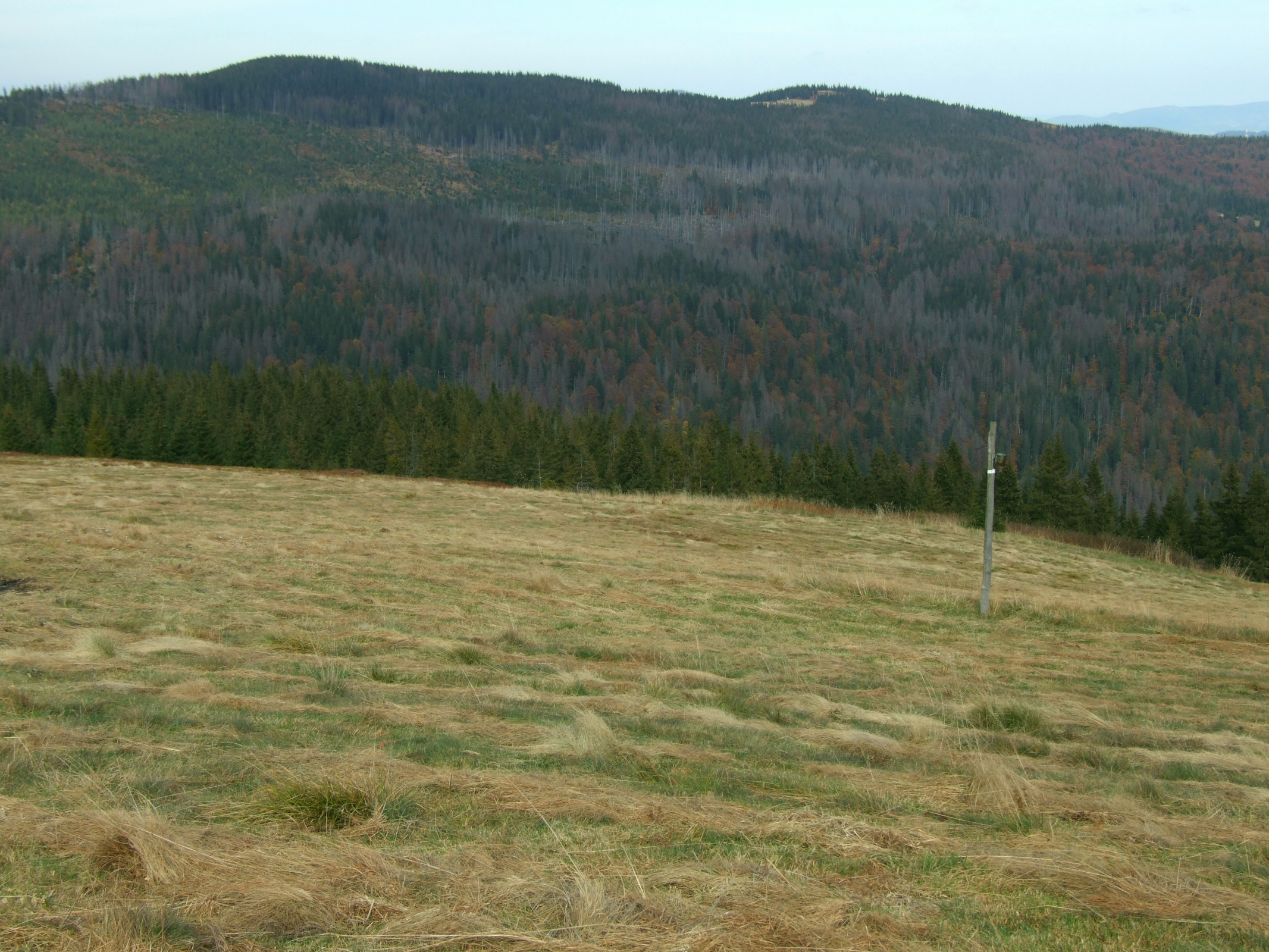
Polana Jaworzyna Kamienicka i Kudłoń

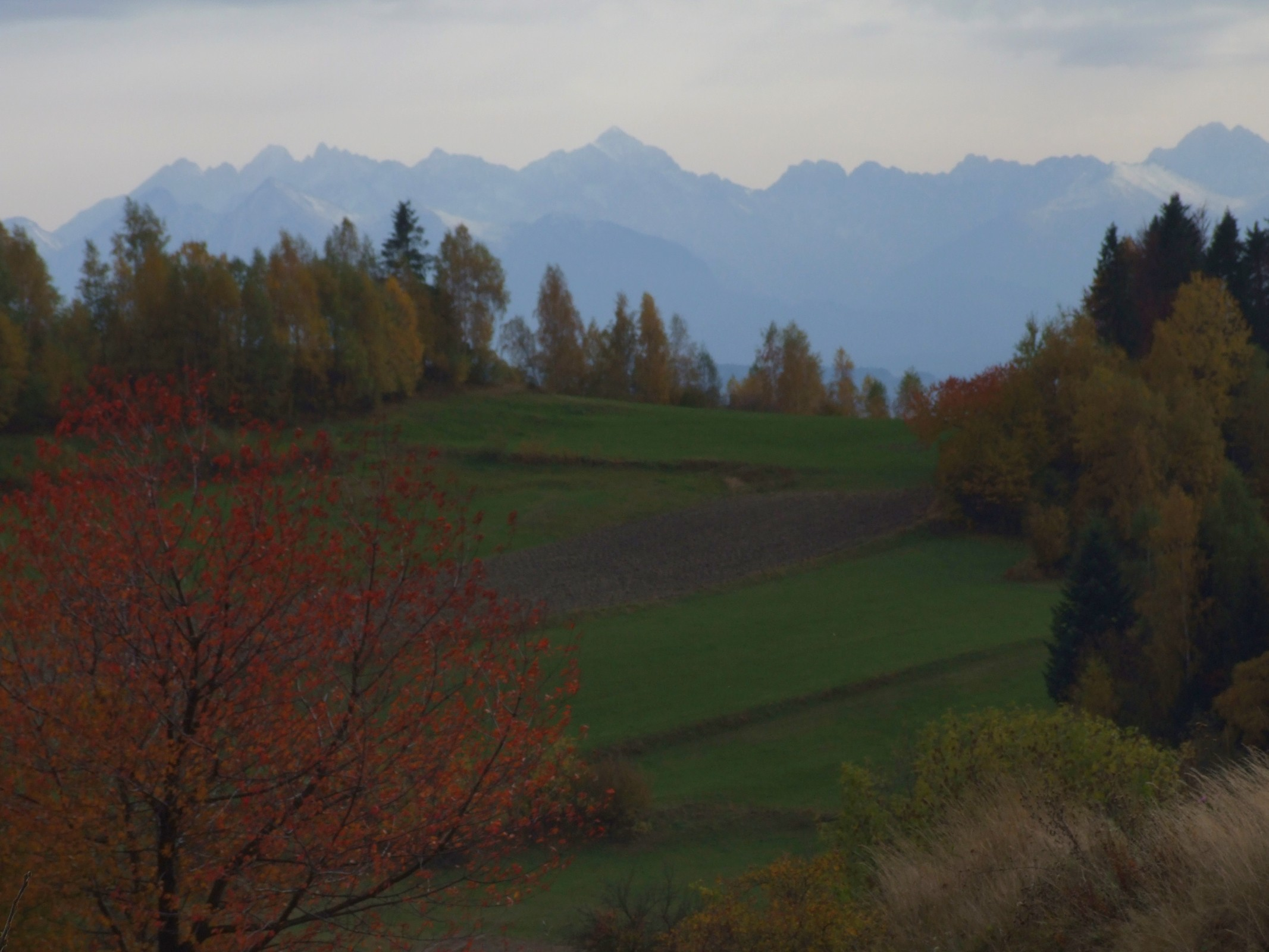
Osiedle gorczańskie (Zarębek Wyżni w Łopusznej) i widok na Tatry

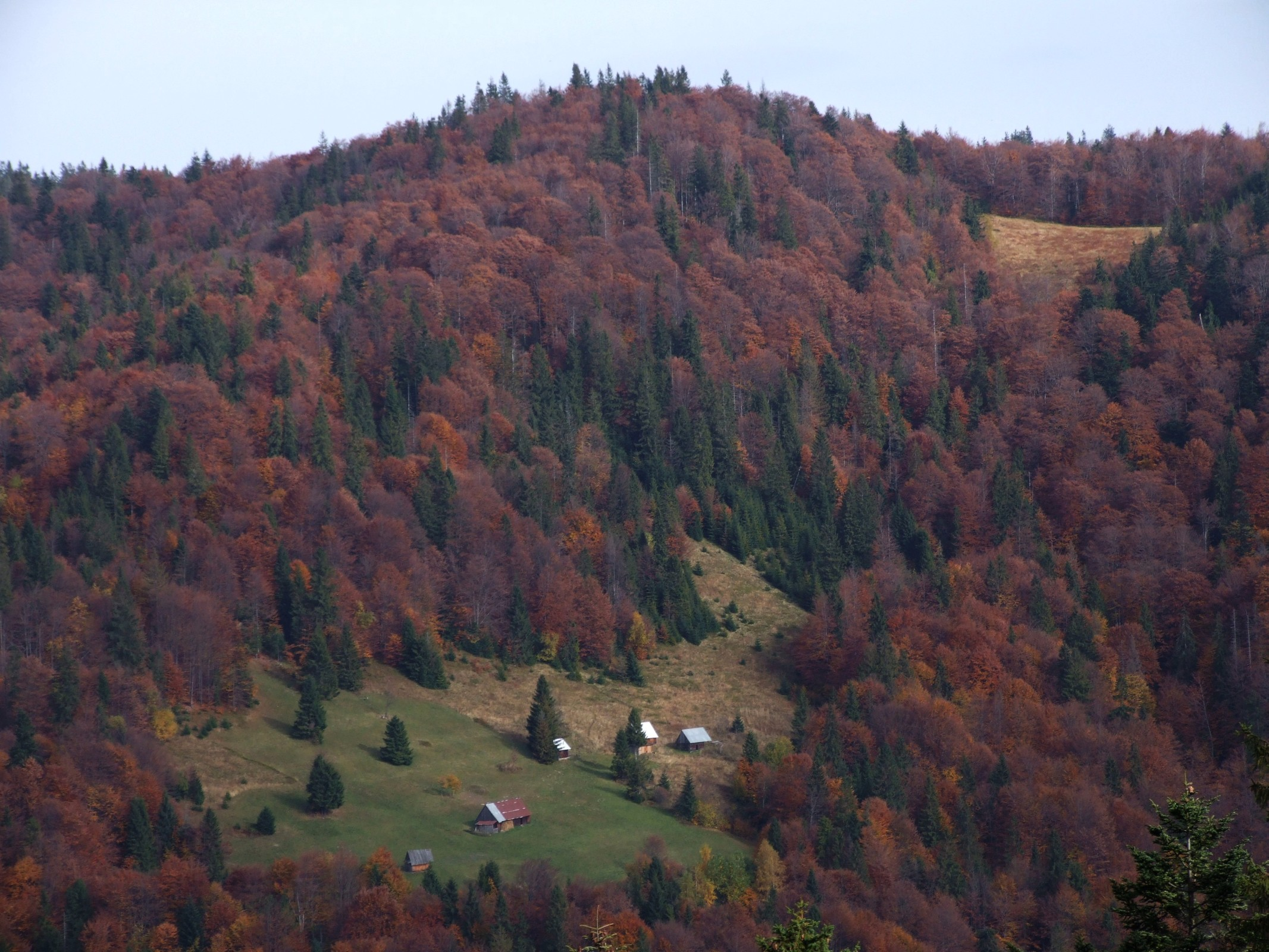
Wysznia i polana Centyrz

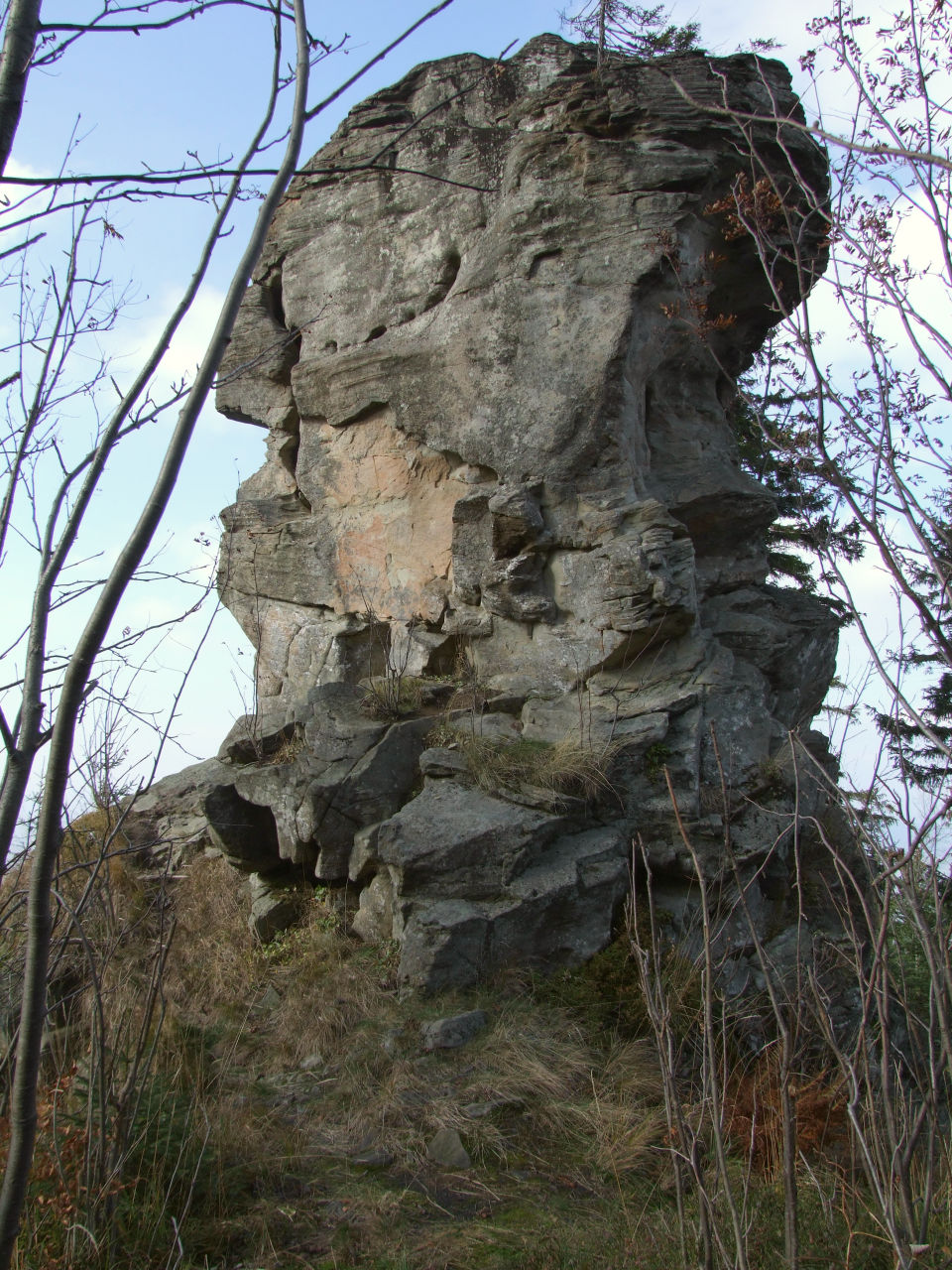
Kudłoński Baca

Gorce (513.52) – pasmo górskie leżące w Beskidach Zachodnich. Nazwa związana jest prawdopodobnie ze słowem gorzeć (palić się, płonąć) i pochodzi od sposobu uzyskiwania polan śródleśnych metodą żarową. Spotykana jest już w aktach z 1254 r. (item mons Gorcz nuncupatus), używał jej Jan Długosz w 1480 r. (in monten Gorcz). W innych źródłach można też spotkać nazwę Górce, która mogłaby oznaczać niskie góry.

## Topografia
- Megaregion: Region karpacki
- Prowincja: Karpaty Zachodnie
- Podprowincja: Zewnętrzne Karpaty Zachodnie
- Makroregion: Beskidy Zachodnie
- Mezoregion: Gorce[3].

Granice
- od północnego wschodu graniczą z Beskidem Wyspowym. Granica biegnie doliną Mszanki w górę na przełęcz Przysłop, stąd drogą w dół i dalej wzdłuż rzeki Kamienica Gorczańska do Dunajca[4];
- od północnego zachodu z Kotliną Rabczańską;
- od zachodu z Beskidem Orawsko-Podhalańskim. Granica biegnie wzdłuż Raby na Przełęcz Sieniawską;
- od południa z Kotliną Nowotarską i Pieninami. Granica od Przełęczy Sieniawskiej biegnie w dół podnóżami Gorców tworzącymi wschodnie i północne obramowanie Kotliny Nowotarskiej na przełęcz Snozkę, potem Krośnicą do Dunajca w Krościenku nad Dunajcem;
- od wschodu z Beskidem Sądeckim i Kotliną Sądecką (przy ujściu Kamienicy Gorczańskiej do Dunajca)[5]. Granicę tworzy Dunajec[3].

Przy tak ustalonych granicach Gorce mają z zachodu na wschód długość w prostej linii 33 km, szerokość 15 km i łączną powierzchnię około 550 km².
Grzbiety
Osobliwością Gorców jest występowanie rozrogu. Jest nim Turbacz, od którego we wszystkich kierunkach odbiega 6 grzbietów górskich o różnej długości:
- do Gorca w kierunku północno-wschodnim. Jest to Pasmo Gorca. Od pasma tego na Trzech Kopcach odgałęzia się boczny grzbiet, który poprzez Przełęcz Knurowską przechodzi w długie Pasmo Lubania
- do Czoła Turbacza w północnym kierunku. Na czole Turbacza rozgałęzia się na grzbiet do Turbaczyka i do Kudłonia
- do Suchego Gronia w północno-zachodnim kierunku
- do Obidowca ciągnący się na zachód do Przełęczy Sieniawskiej
- do Średniego Wierchu, również w zachodnim kierunku
- do Bukowiny Obidowskiej w południowo-zachodnim kierunku. Odgałęzia się od niego grzbiet Bukowiny Waksmundzkiej[6].

Niektóre z tych grzbietów rozgałęziają się na dalsze, podrzędne grzbiety.
Najwyższe szczyty:

- Turbacz – 1310
- Jaworzyna Kamienicka – 1288
- Kiczora – 1282
- Trzy Kopce – 1281
- Kudłoń – 1274
- Czoło Turbacza – 1259
- Mostownica – 1251
- Gorc Troszacki – 1235
- Gorc – 1228
- Wisielakówka – 1216
- Lubań – 1211
- Średni Groń – 1211
- Średniak – 1190
- Rozdziele – 1188
- Przysłop – 1187

## Geologia i geomorfologia, gleby
Wznoszące się wysoko nad otaczającymi je dolinami szczyty Gorców są łagodne, kopulaste, niewiele wznoszące się ponad grzbiet. W Gorcach jest 11 ważniejszych dolin, z czego pod Turbacz podchodzi pięć. Najdłuższa jest dolina Kamienicy (33 km), a najobszerniejsza – dolina Ochotnicy (109 km²). Gorce zbudowane są z fliszu karpackiego, który powstał na dnie morza, a potem uległ wypiętrzeniu. Spływające z gór wody wyrzeźbiły głębokie V-kształtne doliny z licznymi wodospadami, progami i gruzowiskiem dużych i mniejszych głazów. Na stromych zboczach znajdują się liczne osuwiska, głębokie wąwozy, wychodnie i liczne źródła. Zbudowane z bardziej odpornych na wietrzenie gruboławicowych piaskowców i zlepieńców utwory skalne utworzyły wychodnie o oryginalnych kształtach, jak np. Białe Skały, Kudłoński Baca, Czubaty Groń. Występuje kilkanaście jaskiń, powstałych głównie w wyniku przesunięć skalnych. Największe z nich to Jaskinia w Kleninie, Zbójnicka Jama, Tęczowa Jama, Jaskinia Goszczyńskiego, Przepastna Jama, Jaskinia Łopuszańska i Jaskinia Kiczorska. W piętrze regla dolnego występują głównie gleby brunatne, w reglu górnym głównie gleby bielicowe. Przeważającymi utworami glebowymi na terenie Gorców są gliny piaszczysto-ilaste. Ich uziarnienie ma istotny wpływ na napowietrzenie oraz podatność na erozję powierzchniowo-wodną pokrywy glebowej. Na obszarach leśnych gęstość objętościowa gleby wynosi 1,25 g/cm. Obszary rolne charakteryzują się gęstością objętościową na poziomie 1,33 g/cm. Szacowana metodami geostatystycznymi wilgotność gleby wynosi 59,7%.

## Klimat
Klimat jest typowo górski. W najwyższym piętrze klimatycznym, znajdującym się powyżej 1100 m n.p.m. jest to klimat chłodny. Średnia temperatura roczna wynosi 3 °C, roczna suma opadów 1200 mm, a okres wegetacyjny trwa zaledwie 160 dni. Grubość pokrywy śnieżnej w niektórych miejscach sięga 1,5 m, w głębokich dolinach potoków w wyższych partiach utrzymuje się ona bardzo długo, szczególnie na północnych zboczach.

## Wody
Gorce charakteryzują się bardzo dobrze rozwiniętą siecią wodną, na którą składają się liczne potoki, źródła, młaki i wysięki wodne. Jeziorka są tylko dwa: Pucołowski Stawek i Morskie Oko w masywie Kudłonia. Obydwa są niewielkie i są już w końcowej fazie zarastania. Wszystkie potoki stanowią dorzecze dwóch rzek: Dunajca i Raby. Wzdłuż grzbietu Turbacz – Gorc Troszacki przebiega dział wodny między zlewniami tych rzek. Największymi potokami, mającymi swoje obszary źródliskowe w Gorcach są Kamienica i Ochotnica. Występują także źródła z wodami mineralnymi, które eksploatowane są w Rabce-Zdroju i Szczawie.

## Świat roślinny
Według pierwszych szerszych powojennych badań florystycznych z połowy lat 50. XX wieku flora Gorców liczyła 849 gatunków roślin naczyniowych, z czego ok. 85% przypadało na gatunki rodzime, a 15% na gatunki synantropijne zadomowione.
Gorce są w większości zalesione, jednak ich szata roślinna charakteryzuje się stosunkowo małym zróżnicowaniem. Rozmieszczenie zespołów leśnych cechuje przede wszystkim piętrowość związana głównie z wysokością n.p.m. i łączącymi się z tym warunkami klimatycznymi. Budowa geologiczna, ze względu na znaczną monotonię, nie odgrywa tu większej roli. Występują tu trzy piętra roślinności: piętro pogórza, regiel dolny i regiel górny, którym odpowiadają trzy najważniejsze zespoły leśne: grądy, buczyna karpacka i karpacki bór świerkowy. Bardzo charakterystycznym elementem przyrodniczo-krajobrazowym są liczne polany, w ogromnej większości będące dziełem człowieka.
W Gorcach występuje wiele gatunków roślin bardzo rzadkich w Karpatach: bagno zwyczajne, dzwonek piłkowany, głodek żółty, irga czarna, kukułka bzowa, marzanka pagórkowa, ostrożeń dwubarwny, ostrożeń głowacz, pływacz zachodni, podejźrzon lancetowaty, rozrzutka brunatna, turzyca dwupienna, turzyca obła, turzyca skąpokwiatowa, widlicz Isslera, widlicz Zeillera, zarzyczka górska. Wiele z nich rzadkie jest również w całej Polsce.
W środkowej części Gorców utworzono Gorczański Park Narodowy, obejmujący najbardziej wartościowe przyrodniczo rejony Gorców. Oprócz tego Paśmie Lubania istnieje rezerwat przyrody Modrzewie.

## Świat zwierzęcy
Występuje 185 gatunków kręgowców, z tego 21 jest w rejestrze Polskiej Czerwonej Księgi Zwierząt. Wśród płazów jest to traszka karpacka, wśród ptaków cietrzew, dzięcioł białogrzbiety, dzięcioł trójpalczasty, głuszec, orlik krzykliwy, orzeł przedni, puchacz, puszczyk uralski, sóweczka, włochatka, wśród ssaków koszatka leśna, mroczak posrebrzany, mroczek pozłocisty, niedźwiedź brunatny, podkowiec mały, popielica, rzęsorek mniejszy, ryś euroazjatycki, wilk szary, żbik.
W Gorcach spotkać można większe ssaki, takie jak dziki, jelenie, sarny, a także mniejsze: wydry, borsuki oraz gronostaje. Występuje 9 gatunków nietoperzy, 130 gatunków ptaków (w tym 100 gniazdujących na terenie parku), 7 gatunków płazów. W potokach występują 2 gatunki ryb: pstrąg potokowy i głowacz pręgopłetwy. Stwierdzono występowanie ponad 1000 gatunków bezkręgowców, w tym 23 endemity karpackie lub karpacko-sudeckie. Liczne są gatunki bezkręgowców górskich i borealnych (ok. 100 gatunków). Sporo gatunków chrząszczy, a na polanach liczne motyle (m.in. rusałka admirał, rusałka pokrzywnik, perłowiec większy).
Gorce są terenem na którym najliczniej w Polsce występuje salamandra plamista, która znajduje się w logo Gorczańskiego Parku Narodowego.

## Turystyka
Początki turystyki w Gorcach sięgają początku XIX w. Opisywał je i badał Wincenty Pol i Bronisław Gustawicz, a Seweryn Goszczyński w swoim Dzienniku podróży do Tatrów opisał swoje wrażenia z pobytu w Gorcach. W Gorcach przebiegały akcje utworów Władysława Orkana pochodzącego z Poręby Wielkiej pod Gorcami. Pisał on: „Naprzeciw Tatr, między doliną nowotarską a wężowatą kotliną Raby, wspięło się gniazdo dzikich Gorców. Od romantycznych Pienin rozdzielał je wartki kamienicki potok, a od spiskiej krainy odgraniczył je bystry Dunajec. Samotnie stoją nad wzgórzami.” Kazimierz Sosnowski opublikował przewodnik, a Polskie Towarzystwo Tatrzańskie wytyczyło pierwsze szlaki i wybudowało pierwsze bazy noclegowe. Gorce stały się szczególnie popularne po wybudowaniu schroniska na Turbaczu. Organizowane są rajdy studenckie; na Turbacz przychodzą także wycieczki szkolne. Turystów przyciągają panoramy widokowe z gorczańskich polan, cisza (ruch turystyczny jest umiarkowany) i dobrze zachowana przyroda.
Szlaki turystyczne
(stan z 2007 r.)
- 14 szlaków turystyki pieszej o łącznej długości 63,3 km
- 9 szlaków spacerowych o łącznej długości 38,7 km
- 7 szlaków turystyki konnej o łącznej długości 62,9 km
- 7 szlaków turystyki rowerowej o łącznej długości 55,4 km (jeden zamknięty do odwołania)
- 8 ścieżek edukacyjnych o łącznej długości 41,6 km[8].

Za wstęp na niektóre ścieżki spacerowe pobierane są opłaty. Ambitniejszych turystów ucieszą znajdujące się przy ważniejszych szlakach estetycznie wykonane i ciekawe merytorycznie tablice z opisem przyrody, historii tych miejsc i panoramami szczytów.
Gorce posiadają także ścieżki dydaktyczne.
Piesze szlaki turystyczne
 Główny Szlak Beskidzki na odcinku: Krościenko nad Dunajcem – Marszałek – Lubań – Runek – Bukowinka – Przełęcz Knurowska – Kiczora – Schronisko PTTK na Turbaczu – Turbacz – Obidowiec – Schronisko PTTK na Starych Wierchach – Jaworzyna Ponicka – Bacówka PTTK na Maciejowej – Maciejowa – Rabka-Zdrój
 Grywałd – Lubań – Ochotnica Dolna – Gorc – Przysłop – Jaworzyna Kamienicka
 Czorsztyn – Kluszkowce – Lubań – Ochotnica Dolna – Kamienica
 Ochotnica Górna – schronisko Gorczańska Chata – Polana Przysłop Dolny
 Tylmanowa – Pasterski Wierch – Lubań (Średni Groń)
 Gorc – Nowa Polana – Rzeki – dolina Kamienicy – Przełęcz Borek
 Szczawa – Nowa Polana
 Rzeki – Gorc Troszacki – Kudłoń – Przełęcz Borek – Schronisko PTTK na Turbaczu – Bukowina Miejska – Nowy Targ-Kowaniec
 Lubomierz – Kudłoń – Kopa – Konina
 Niedźwiedź – Poręba Wielka „Orkanówka” – Turbaczyk – Czoło Turbacza – Schronisko PTTK na Turbaczu – Bukowina Waksmundzka – Nowy Targ-Kowaniec
 Poręba Wielka – Koninki – Suchy Groń – Czoło Turbacza – Schronisko PTTK na Turbaczu – Bukowina Waksmundzka – Łopuszna
 Poręba Wielka-Koninki – Poręba Wielka „Orkanówka”
 Poręba Wielka-Koninki – Tobołów – Obidowiec – Schronisko PTTK na Starych Wierchach – Obidowa – Bukowina Obidowska – Nowy Targ-Robów
 Raba Niżna – Olszówka – Jasionów – Przełęcz Pośrednie – Schronisko PTTK na Starych Wierchach
 Poręba Górna – Jasionów – Bacówka PTTK na Maciejowej – Ponice – Świńska Góra – Rdzawka – Piątkowa Góra (DK 47)
 Rabka-Plasówka – Maciejowa
 Przełęcz Sieniawska – Obidowa (DK 47) – Jaworzyna – Schronisko PTTK na Starych Wierchach
 Klikuszowa – Bukowina Obidowska – Bukowina Miejska
 Nowy Targ – Dział – skrzyżowanie ze szlakiem czarnym (jw.) pod Bukowiną Obidowską
 Łopuszna – polana Rąbaniska
 Mszana Dolna (centrum) – Potaczkowa – Rabka-Zdrój.
Turystyka narciarska
Gorce są najbogatszą lokalizacją zawierającą walory do uprawiania turystyki narciarskiej w Beskidach Zachodnich. Wszystkie trasy w Gorcach nadają się do uprawiania tej turystyki, można więc oszacować, że tras narciarskich jest ponad 80. Na mapach uwzględniany jest jednak tylko jeden szlak narciarski. Gorce słyną głównie z Ostoi Górskiej Koninki w Porębie Wielkiej. Jest to najdłuższa nartostrada w Gorcach, powołała ona też 8 innych szlaków biegowych.
Schroniska turystyczne
- Schronisko PTTK na Turbaczu
- Schronisko PTTK na Starych Wierchach
- Bacówka PTTK na Maciejowej
- Schronisko „Gorczańska Chata” (dawniej „Hawiarska Koliba”)
- Chata na Rzekach[8]

Odznaki turystyczne
Istnieje odznaka turystyczna Korona Gorców związana ze zdobyciem szczytów znajdujących się w tym paśmie. Jest przyznawana za zdobycie wybranych 20 szczytów tego pasma górskiego. Odznaka ustanowiona przez Klub Zdobywców Koron Górskich RP.

## Grupy etnograficzne
Gorce zamieszkuje kilka grup etnograficznych. Od południowej strony gorczańskie wsie zamieszkują Podhalanie (od Obidowej po Dębno oraz w dolinie Ochotnicy), w Paśmie Lubania i południowo-wschodniej części Gorców – Górale pienińscy, na północnych stokach – Zagórzanie (od Lubomierza po Olszówkę i Rabę Niżną), a od doliny Kamienicy gorczańskiej – Górale łąccy (zwani też niekiedy białymi, kamienicko-łąckimi bądź kamienickimi). Niegdyś Gorce zamieszkiwali także Kliszczacy (Górale kliszczaccy).

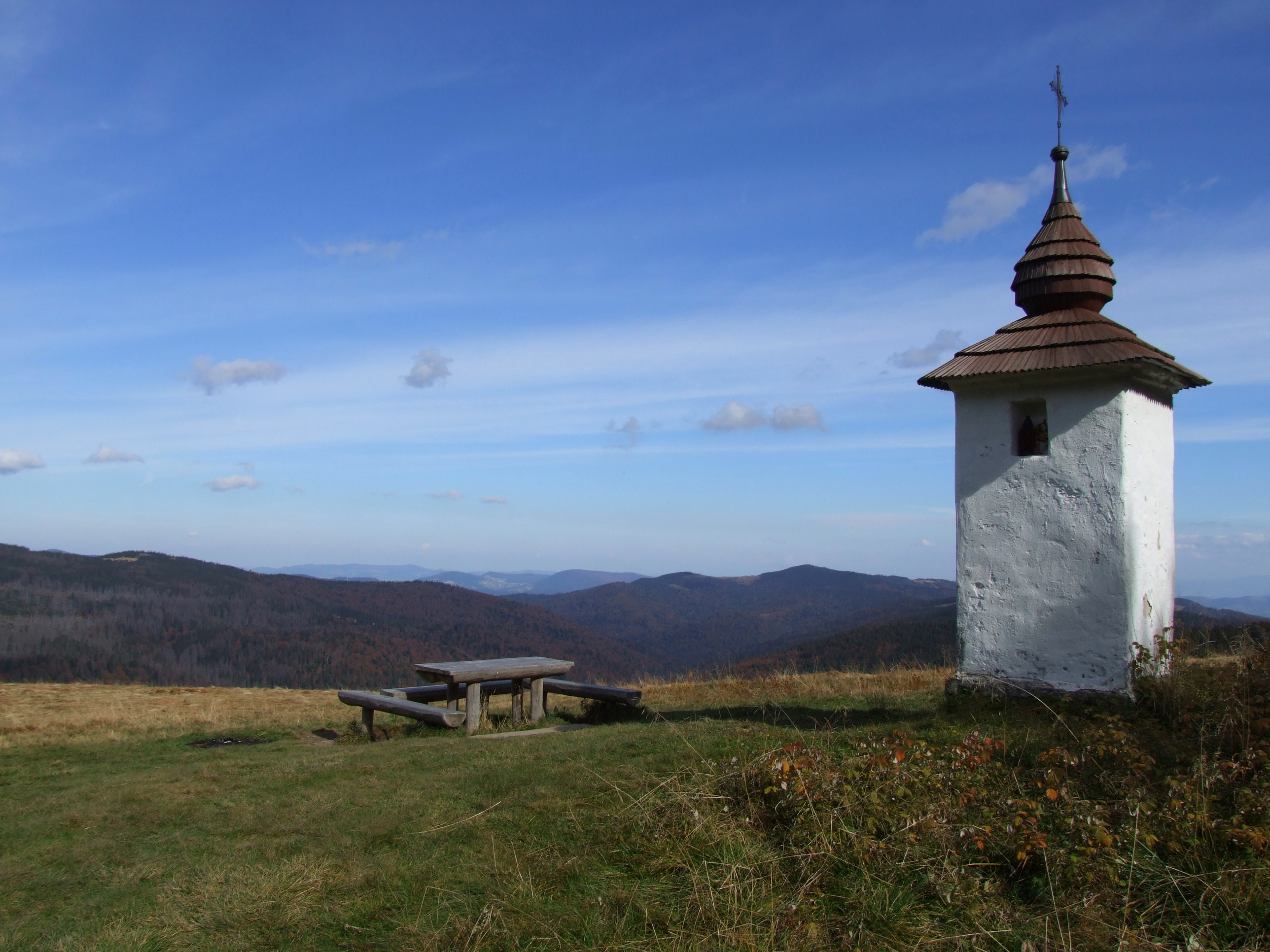
Kapliczka Bulandy

## Zabytki
Obiekty wpisane do rejestru zabytków nieruchomych województwa małopolskiego.
- Zespół szałasów na polanie Mostownica;
- szałas na Polanie Przysłopek;
- zespół szałasów na Polanie Stawieniec;
- szałas na Polanie Średniak;
- 2 szałasy na Polanie Jadamówka;
- 3 szałasy na Polanie Podskały;
- 3 szałasy na Polanie Gorc Troszacki;
- 3 szałasy na Polanie Gorc Lubomierski;
- zespół szałasów na Polanie Jaworzyna Kamieniecka;
- kapliczka kamienna na Polanie Jaworzyna Kamieniecka;
- szałas na Polanie Podmostownica.